# Лакуэста, Исаки
Исаки Лакуэста Габараин (кат. Isaki Lacuesta Gabarain; род. 1975, Жирона) — испанский (каталонский) кинорежиссёр.

## Биография
Из семьи басков. Изучал массмедиа в Независимом Барселонском университете. Получил степень магистра в Барселонском университете Помпеу Фабра. Снимает документальные и короткометражные фильмы. В творческой манере Лакуэсты сочетаются игровое и документальное кино.

## Фильмография
- 2002: Краван против Кравана/ Cravan vs. Cravan (о загадочной фигуре бесследно исчезнувшего дадаиста Артюра Кравана; премия Св. Георгия, Барселона, за лучший дебют; две премии Каталонского МКФ в Сиджесе)
- 2006: Легенда о времени/ La leyenda del tiempo (специальная премия Ереванского МКФ Серебряный абрикос)
- 2009: Осуждённые/ Los condenados (премия ФИПРЕССИ Сан-Себастьянского МКФ)
- 2010: Бесконечная ночь/ La noche que no acaba (документальный фильм об Аве Гарднер)
- 2011: Двойные следы / Los pasos dobles (главный приз МКФ в Сан-Себастьяне — «Золотая раковина»)
- 2022: Роковая ночь в Париже